# ترینیتی (فلوریدا)
ترینیتی (به انگلیسی: Trinity) یک منطقهٔ مسکونی در ایالات متحده آمریکا است که در شهرستان پاسکو، فلوریدا واقع شده‌است. ترینیتی ۱۲٫۲ کیلومتر مربع مساحت و ۴٬۲۷۹ نفر جمعیت دارد و ۶ متر بالاتر از سطح دریا قرار دارد.